# Atletiek op de Olympische Zomerspelen 2024 – 100 meter vrouwen
De 100 meter voor vrouwen  op de Olympische Zomerspelen 2024 vond plaats op 2 en 3 augusus in het Stade de France. 91 atleten streden om de opvolger te worden van Elaine Thompson-Herah. Het goud was voor Julien Alfred van Saint Lucia, de Amerikaanse Sha'Carri Richardson won het zilver en het brons was voor haar landgenote Melissa Jefferson.

## Records
Voorafgaand aan het toernooi waren dit het wereldrecord en het olympisch record.
| Wereldrecord     | Verenigde Staten Florence Griffith-Joyner | 10,49 | Verenigde Staten Indianapolis | 16 juli 1988 |
| Olympisch record | Jamaica Elaine Thompson-Herah             | 10,61 | Japan Tokio                   | 31 juli 2021 |

## Resultaten

### Voorrondes
De drie snelsten van elke voorronde kwalificeerden zich direct voor de series. Van de overgebleven atleten kwalificeerde de eerste tijdsnelste zich ook voor de series.

#### Voorronde 1
| Rang | Baan | Naam                  | Naam | Tijd  | Bijz. |
| ---- | ---- | --------------------- | ---- | ----- | ----- |
| 1    | 4    | Natacha Ngoye Akamabi | CGO  | 11,34 | Q     |
| 2    | 5    | Alessandra Gasparelli | SMR  | 11,62 | Q     |
| 3    | 8    | Xenia Hiebert         | PAR  | 11,77 | Q     |
| 4    | 3    | Valentina Meredova    | TKM  | 12,01 | q, SB |
| 5    | 9    | Samira Awali Boubacar | NIG  | 12,06 | PB    |
| 6    | 2    | Silina Pha Aphay      | LAO  | 12,45 | SB    |
| 7    | 6    | Sydney Francisco      | PLW  | 13,15 |       |
| 8    | 7    | Salam Bouha Ahamdy    | MTN  | 13,71 | PB    |
|      | 1    | Lucia Moris           | SSD  | DNF   |       |

#### Voorronde 2
| Rang | Baan | Naam                   | Naam | Tijd  | Bijz. |
| ---- | ---- | ---------------------- | ---- | ----- | ----- |
| 1    | 7    | Trần Thị Nhi Yến       | VIE  | 11,81 | Q     |
| 2    | 6    | Halle Hazzard          | GRN  | 11,88 | Q     |
| 3    | 4    | Zhang Bo-ya            | TPE  | 11,99 | Q     |
| 4    | 5    | Regine Tugade          | GUM  | 12,02 | q     |
| 5    | 2    | Lika Kharchilava       | GEO  | 12,37 |       |
| 6    | 9    | Faiqa Riaz             | PAK  | 12,49 | PB    |
| 7    | 8    | Mazoon Al-Alawi        | OMA  | 12,58 | SB    |
| 8    | 3    | Filomenaleonisa Iakopo | ASA  | 12,78 | NR    |
| 9    | 1    | Mariam Kareem          | UAE  | 13,26 | PB    |

#### Voorronde 3
| Rang | Baan | Naam               | Naam | Tijd  | Bijz. |
| ---- | ---- | ------------------ | ---- | ----- | ----- |
| 1    | 9    | Gorete Semedo      | STP  | 11,44 | Q     |
| 2    | 6    | Guadalupe Torrez   | BOL  | 11,60 | Q     |
| 3    | 2    | Leonie Beu         | PNG  | 11,63 | Q, PB |
| 4    | 1    | María Carmona      | NCA  | 11,88 | q, NR |
| 5    | 7    | Safiatou Acquaviva | GUI  | 11,97 | q, NR |
| 6    | 5    | Chloe David        | VAN  | 12,44 | PB    |
| 7    | 3    | Shahd Ashraf       | QAT  | 12,53 | PB    |
| 8    | 4    | Alisar Youssef     | SYR  | 12,93 | PB    |
| 9    | 8    | Kimia Yousofi      | AFG  | 13,42 |       |

#### Voorronde 4
| Rang | Baan | Naam                    | Naam | Tijd  | Bijz. |
| ---- | ---- | ----------------------- | ---- | ----- | ----- |
| 1    | 9    | Zahria Allers-Liburd    | SKN  | 11,73 | Q     |
| 2    | 8    | Asimenye Simwaka        | MAW  | 11,78 | Q     |
| 3    | 6    | Mariandrée Chacón       | GUA  | 11,90 | Q     |
| 4    | 1    | Georgiana Sesay         | SLE  | 11,99 | q     |
| 5    | 5    | Naomi Akakpo            | TOG  | 12,34 | PB    |
| 6    | 7    | Marie-Charlotte Gastaud | MON  | 12,41 | PB    |
| 7    | 2    | Sefora Ada Eto          | GEQ  | 13,63 | PB    |
| 8    | 4    | Temalini Manatoa        | TUV  | 14,04 | PB    |
| 9    | 3    | Sharon Firisua          | SOL  | 14,31 | PB    |

### Series
De drie snelsten van elke serie kwalificeerden zich direct voor de halve finales. Van de overgebleven atleten kwalificeerden de drie tijdsnelsten zich ook voor de halve finales.

#### Serie 1
| Rang | Baan | Naam                   | Naam | Tijd  | Bijz. |
| ---- | ---- | ---------------------- | ---- | ----- | ----- |
| 1    | 6    | Sha'Carri Richardson   | USA  | 10,94 | Q     |
| 2    | 8    | Patrizia Van Der Weken | LUX  | 11,14 | Q     |
| 3    | 7    | Bree Masters           | AUS  | 11,26 | Q, SB |
| 4    | 5    | Jacqueline Madogo      | CAN  | 11,27 |       |
| 5    | 3    | Lorène Dorcas Bazolo   | POR  | 11,38 |       |
| 6    | 9    | Tristan Evelyn         | BAR  | 11,55 |       |
| 7    | 4    | Trần Thị Nhi Yến       | VIE  | 11,79 |       |
| 8    | 1    | Asimenye Simwaka       | MAW  | 11,91 |       |
| 9    | 2    | Thelma Davies          | LBR  | 12,05 |       |

#### Serie 2
| Rang | Baan | Naam                  | Naam | Tijd  | Bijz. |
| ---- | ---- | --------------------- | ---- | ----- | ----- |
| 1    | 9    | Julien Alfred         | LCA  | 10,95 | Q     |
| 2    | 6    | Zoe Hobbs             | NZL  | 11,08 | Q, SB |
| 3    | 2    | Zaynab Dosso          | ITA  | 11,30 | Q     |
| 4    | 4    | Michelle-Lee Ahye     | TTO  | 11,33 |       |
| 5    | 8    | Yunisleidy García     | CUB  | 11,37 |       |
| 6    | 1    | Gorete Semedo         | STP  | 11,43 |       |
| 7    | 5    | Olivia Fotopoulou     | CYP  | 11,50 |       |
| 8    | 7    | Destiny Smith-Barnett | LBR  | 11,99 |       |
| 9    | 3    | Georgiana Sesay       | SLE  | 12,15 |       |

#### Serie 3
| Rang | Baan | Naam                  | Naam | Tijd  | Bijz. |
| ---- | ---- | --------------------- | ---- | ----- | ----- |
| 1    | 3    | Daryll Neita          | GBR  | 10,92 | Q, SB |
| 2    | 9    | Melissa Jefferson     | USA  | 10,96 | Q     |
| 3    | 4    | Boglárka Takács       | HUN  | 11,10 | Q, NR |
| 4    | 5    | Karolína Maňasová     | CZE  | 11,11 | q, PB |
| 5    | 1    | Gémima Joseph         | FRA  | 11,13 |       |
| 6    | 6    | Ella Connolly         | AUS  | 11,29 |       |
| 7    | 8    | Magdalena Stefanowicz | POL  | 11,47 |       |
| 8    | 2    | Guadalupe Torrez      | BOL  | 11,68 |       |
| 9    | 7    | Zhang Bo-ya           | TPE  | 11,88 | SB    |

#### Serie 4
| Rang | Baan | Naam                  | Naam | Tijd  | Bijz. |
| ---- | ---- | --------------------- | ---- | ----- | ----- |
| 1    | 4    | Audrey Leduc          | CAN  | 10,95 | Q, NR |
| 2    | 8    | Tia Clayton           | JAM  | 11,00 | Q     |
| 3    | 1    | Imani Lansiquot       | GBR  | 11,10 | Q     |
| 4    | 6    | Maboundou Koné        | CIV  | 11,17 | PB    |
| 5    | 5    | Julia Henriksson      | SWE  | 11,26 |       |
| 6    | 9    | Ge Manqi              | CHN  | 11,45 |       |
| 7    | 2    | Alessandra Gasparelli | SMR  | 11,54 | NR    |
| 8    | 3    | Vitória Cristina Rosa | BRA  | 12,02 |       |
| 9    | 7    | Safiatou Acquaviva    | GUI  | 12,07 |       |

#### Serie 5
| Rang | Baan | Naam                 | Naam | Tijd  | Bijz. |
| ---- | ---- | -------------------- | ---- | ----- | ----- |
| 1    | 3    | Ewa Swoboda          | POL  | 10,99 | Q, SB |
| 2    | 2    | Dina Asher-Smith     | GBR  | 11,01 | Q     |
| 3    | 5    | Rosemary Chukwuma    | NGR  | 11,26 | Q     |
| 4    | 6    | Ana Carolina Azevedo | BRA  | 11,32 |       |
| 5    | 7    | Géraldine Frey       | SUI  | 11,34 |       |
| 6    | 4    | Ángela Tenorio       | ECU  | 11,35 |       |
| 7    | 8    | Farzaneh Fasihi      | IRI  | 11,51 |       |
| 8    | 1    | Leonie Beu           | PNG  | 11,73 |       |
| 9    | 9    | Mariandrée Chacón    | GUA  | 12,06 |       |

#### Serie 6
| Rang | Baan | Naam                 | Naam | Tijd  | Bijz. |
| ---- | ---- | -------------------- | ---- | ----- | ----- |
| 1    | 5    | Twanisha Terry       | USA  | 11,15 | Q     |
| 2    | 3    | Shashalee Forbes     | JAM  | 11,19 | Q     |
| 3    | 4    | Leah Bertrand        | TTO  | 11,27 | Q     |
| 4    | 1    | Salomé Kora          | SUI  | 11,35 |       |
| 5    | 6    | Cecilia Tamayo-Garza | MEX  | 11,39 |       |
| 6    | 8    | Viktória Forster     | SVK  | 11,44 | SB    |
| 7    | 7    | Lotta Kemppinen      | FIN  | 11,56 |       |
| 8    | 2    | Zahria Allers-Liburd | SKN  | 11,89 |       |
| 9    | 9    | María Carmona        | NCA  | 12,00 |       |

#### Serie 7
| Rang | Baan | Naam                    | Naam | Tijd  | Bijz. |
| ---- | ---- | ----------------------- | ---- | ----- | ----- |
| 1    | 1    | Gina Bass               | GAM  | 11,01 | Q     |
| 2    | 4    | Mujinga Kambundji       | SUI  | 11,05 | Q     |
| 3    | 6    | Delphine Nkansa         | BEL  | 11,20 | Q, PB |
| 4    | 5    | Polyniki Emmanouilidou  | GRE  | 11,25 |       |
| 5    | 7    | Rebekka Haase           | GER  | 11,28 |       |
| 6    | 3    | Tima Seikeseye Godbless | NGR  | 11,33 |       |
| 7    | 8    | Veronica Shanti Pereira | SGP  | 11,63 |       |
| 8    | 2    | Halle Hazzard           | GRN  | 11,70 |       |
| 9    | 9    | Xenia Hiebert           | PAR  | 11,82 |       |

#### Serie 8
| Rang | Baan | Naam                     | Naam | Tijd  | Bijz. |
| ---- | ---- | ------------------------ | ---- | ----- | ----- |
| 1    | 2    | Marie-Josée Ta Lou-Smith | CIV  | 10,87 | Q, SB |
| 2    | 7    | Shelly-Ann Fraser-Pryce  | JAM  | 10,92 | Q     |
| 3    | 4    | Gina Lückenkemper        | GER  | 11,08 | Q     |
| 4    | 6    | Rani Rosius              | BEL  | 11,10 | Q, PB |
| 5    | 8    | Gladymar Torres          | PUR  | 11,12 | Q, NR |
| 6    | 3    | Natacha Ngoye Akamabi    | CGO  | 11,36 |       |
| 7    | 5    | Joella Lloyd             | ANT  | 11,37 |       |
| 8    | 1    | Regine Tugade            | GUM  | 11,87 |       |
| 9    | 9    | Valentina Meredova       | TKM  | 11,95 | SB    |

### Halve finales
De twee snelsten van elke serie kwalificeerden zich direct voor de finale. Van de overgebleven atleten kwalificeerden de twee tijdsnelsten zich ook voor de finale.

#### Halve finale 1
| Rang | Baan | Naam                     | Naam | Tijd  | Bijz. |
| ---- | ---- | ------------------------ | ---- | ----- | ----- |
| 1    | 4    | Melissa Jefferson        | USA  | 10,99 | Q     |
| 2    | 7    | Marie Josée Ta Lou-Smith | CIV  | 11,01 | Q     |
| 3    | 8    | Mujinga Kambundji        | SUI  | 11,05 | q     |
| 4    | 6    | Ewa Swoboda              | POL  | 11,08 |       |
| 5    | 5    | Dina Asher-Smith         | GBR  | 11,10 |       |
| 6    | 3    | Shashalee Forbes         | JAM  | 11,20 |       |
| 7    | 9    | Boglárka Takács          | HUN  | 11,26 |       |
| 8    | 2    | Rani Rosius              | BEL  | 11,29 |       |
| 9    | 1    | Zaynab Dosso             | ITA  | 11,34 |       |

#### Halve finale 2
| Rang | Baan | Naam                     | Naam | Tijd  | Bijz. |
| ---- | ---- | ------------------------ | ---- | ----- | ----- |
| 1    | 6    | Julien Alfred            | LCA  | 10,84 | Q     |
| 2    | 7    | Sha'Carri Richardson     | USA  | 10,89 | Q     |
| 3    | 4    | Gina Mariam Bass Bittaye | GAM  | 11,10 |       |
| 4    | 8    | Patrizia van der Weken   | LUX  | 11,13 |       |
| 5    | 3    | Imani-Lara Lansiquot     | GBR  | 11,21 |       |
| 6    | 9    | Gladymar Torres          | PUR  | 11,33 |       |
| 7    | 2    | Bree Masters             | AUS  | 11,34 |       |
| 8    | 1    | Rosemary Chukwuma        | NGR  | 11,39 |       |
|      | 5    | Shelly-Ann Fraser-Pryce  | JAM  | DNS   |       |

#### Halve finale 3
| Rang | Baan | Naam              | Naam | Tijd  | Bijz. |
| ---- | ---- | ----------------- | ---- | ----- | ----- |
| 1    | 6    | Tia Clayton       | JAM  | 10,89 | Q     |
| 2    | 4    | Daryll Neita      | GBR  | 10,97 | Q     |
| 3    | 7    | Twanisha Terry    | USA  | 11,07 | q     |
| 4    | 8    | Gina Lückenkemper | GER  | 11,09 |       |
| 5    | 5    | Audrey Leduc      | CAN  | 11,10 |       |
| 6    | 3    | Zoe Hobbs         | NZL  | 11,13 |       |
| 7    | 9    | Delphine Nkansa   | BEL  | 11,28 |       |
| 8    | 2    | Karolína Maňasová | CZE  | 11,35 |       |
| 9    | 1    | Leah Bertrand     | TTO  | 11,37 |       |

### Finale
| Rang   | Baan | Naam                     | Naam | Tijd  | Bijz. |
| ------ | ---- | ------------------------ | ---- | ----- | ----- |
| Goud   | 6    | Julien Alfred            | LCA  | 10,72 | NR    |
| Zilver | 7    | Sha'Carri Richardson     | USA  | 10,87 |       |
| Brons  | 5    | Melissa Jefferson        | USA  | 10,92 |       |
| 4      | 8    | Daryll Neita             | GBR  | 10,96 |       |
| 5      | 9    | Twanisha Terry           | USA  | 10,97 |       |
| 6      | 2    | Mujinga Kambundji        | SUI  | 10,99 |       |
| 7      | 4    | Tia Clayton              | JAM  | 11,04 |       |
| 8      | 3    | Marie Josée Ta Lou-Smith | CIV  | 13,84 |       |

1928: Betty Robinson ·
1932: Stanisława Walasiewicz ·
1936: Helen Stephens ·
1948: Fanny Blankers-Koen ·
1952: Marjorie Jackson ·
1956: Betty Cuthbert ·
1960: Wilma Rudolph ·
1964: Wyomia Tyus ·
1968: Wyomia Tyus ·
1972: Renate Stecher ·
1976: Annegret Richter ·
1980: Ljoedmila Kondratjeva ·
1984: Evelyn Ashford ·
1988: Florence Griffith-Joyner ·
1992: Gail Devers ·
1996: Gail Devers ·
2000: onbepaald ·
2004: Joelija Nestsjarenka ·
2008: Shelly-Ann Fraser-Pryce ·
2012: Shelly-Ann Fraser-Pryce ·
2016: Elaine Thompson ·
2020: Elaine Thompson-Herah ·
2024: Julien Alfred